# Elin Lundgren
Elin Lundgren, född 4 september 1978 i Mo församling i Gävleborgs län, är en svensk politiker (socialdemokrat). Hon var ordinarie riksdagsledamot 2010–2022, invald för Gävleborgs läns valkrets.

## Biografi
Lundgren har studerat på Högskolan i Gävle och har bland annat en ma/NO-lärarexamen 4-9. Hon arbetade under åren 2003–2009 på Sofiedalskolan i Valbo, Gävle kommun. Har återgått till yrket som lärare i Gävle kommun, hösten 2022.

### Uppdrag och föreningsengagemang
Under mandatperioden 2006–2010 liksom 2014–2018 var Lundgren ledamot av kommunfullmäktige i Gävle kommun. 2006–2010 var hon även ersättare i kommunstyrelsen samt vice ordförande i socialnämnden. Hon var 2012–2020 ordförande i Gävle arbetarekommun.
Lundgren var ledamot i SSU:s förbundsstyrelse under åren 2005–2007.
Lundgren är medlem i IOGT-NTO och har bland annat varit generalsekreterare under åren 2009–2010 för Ungdomens Nykterhetsförbund (UNF), där hon dessförinnan satt i förbundsstyrelsen åren 1997–2003. 
Lundgren är sedan 2016 ledamot i ECPAT Sveriges styrelse.

### Riksdagsledamot
Lundgren var riksdagsledamot 2010–2022. I riksdagen var hon ledamot i justitieutskottet 2010–2018, ledamot i civilutskottet 2018–2022 och ersättare i riksdagsstyrelsen 2014–2018. Lundgren var även suppleant i bland annat civilutskottet, justitieutskottet och miljö- och jordbruksutskottet.